# The Adventures of Gulliver
As aventuras de Gulliver (The adventures of Gulliver, em inglês) é um desenho animado produzido pela Hanna-Barbera, criado em 1968. O desenho é baseado no romance As viagens de Gulliver, de Jonathan Swift. Foram 17 episódios no total, fazendo parte do show dos Banana Splits,No Brasil o desenho foi exibido no início dos anos 70 pela Rede Tupi e depois de alguns anos o desenho também foi exibido na TVS (SBT),Bandeirantes (anos 80) e Rede Globo no programa TV Globinho em 2002 até 2004.

## História
Na busca pelo pai, Gary Gulliver e seu cão Tagg acabam naufragando em uma ilha. Nesta ilha, existe o reino de Lilliput, onde seus habitantes têm uma altura diminuta, de apenas alguns centímetros. Gulliver e seu cão são aprisionados pelos Lilliputianos, logo após o naufrágio, mas logo acabam se tornando ótimos amigos destes. Com a ajuda do povo de Lilliput, Gulliver continua sua busca pelo pai e por um tesouro, usando um mapa que seu pai lhe dera. O tesouro também está sendo procurado pelo malvado Capitão Leech, que sempre tenta roubar o mapa de Gulliver.

## Personagens
- Gary Gulliver
- Capitão Leech
- Tagg (cachorro de Gulliver)
- Thomas Gulliver (pai de Gulliver)
- Rei de Lilliput
- Egger
- Bunko
- Soturno (Glumm, no original)
- Flirtácia

## Episódios[1]
| Ep. | Título original Estados Unidos | Título                  |
| --- | ------------------------------ | ----------------------- |
| 1   | "Dangerous Journey"            |                         |
| 2   | "The Valley Of Time"           | "O Vale do Tempo"       |
| 3   | "The Capture"                  | "A Captura"             |
| 4   | "The Tiny Viking"              |                         |
| 5   | "The Forbidden Pool"           | "A Lagoa Proibida"      |
| 6   | "The Perils Of The Lilliputs"  |                         |
| 7   | "Exit Leech"                   |                         |
| 8   | "Hurricane Island"             | "A Ilha do Furação"     |
| 9   | "Mysterious Forest"            | "A Floresta Misteriosa" |
| 10  | "Little Man Of The Year"       | "O Homem do Ano"        |
| 11  | "The Rescue"                   | "O Salvamento"          |
| 12  | "The Dark Sleep"               | "O Sono Negro"          |
| 13  | "The Runaway"                  | "A Fuga"                |
| 14  | "The Masquerade"               | "A Mascarada"           |
| 15  | "The Missing Crown"            | "A Coroa Desaparecida"  |
| 16  | "Gulliver's Challenge"         | "O Desafio"             |
| 17  | "The Hero"                     | "O Herói"               |

## Dubladores

### Nos Estados Unidos
- Gary Gulliver: Jerry Dexter
- Thomas Gulliver: John Stephenson
- Tagg: Herb Vigran
- Flirtácia: Ginny Tyler
- Bunko: Allan Melvin
- Egger: Don Messick
- Glumm: Don Messick
- Rei Pomp: John Stephenson
- Capitão Leech: John Stephenson

### No Brasil
- Gary Gulliver: Luís Manuel
- Flirtácia: Nelly Amaral
- Bunko: Orlando Prado
- Egger: Carlos Marques
- Rei Pomp: Mílton Rangel
- Capitão Leech: Ribeiro Santos
- Soturno: Jefferson Duarte